# Jerusalem Slim
I Jerusalem Slim furono una hard rock band formata negli Stati Uniti nel 1990.

## Storia del gruppo
Michael Monroe decise di fondare una nuova band dopo una deludente carriera solista. Il frontman, dopo aver pubblicato il discreto Not Fakin' It, si rivolse al vecchio compagno Sam Yaffa, già collega negli Hanoi Rocks per intraprendere questo nuovo progetto il quale nome fu appunto Jerusalem Slim. A completare la formazione furono il chitarrista di Billy Idol Steve Stevens ed il batterista Greg Ellis proveniente dagli Shark Island. Trovarono un accordo con la Polygram Records e cominciarono a lavorare al materiale per il debutto. Pubblicarono nel 1992 l'omonimo Jerusalem Slim prodotto da Michael Wagener, Monroe e Stevens. Ad un brano dell'album partecipò il pianista Ian McLagan (celebre per le partecipazioni in molteplici band come i Small Faces, Humble Pie, The Faces, Bruce Springsteen, Bob Dylan, Rolling Stones, Izzy Stradlin e molti altri).
Tuttavia, Stevens abbandonò prematuramente il progetto per raggiungere la band di Vince Neil nel 1992. Monroe e Yaffa decisero di abbandonare il progetto e di fondare un'altra band chiamata Demolition 23, con il chitarrista degli Star Star Jay Hening ed il batterista Jimmy Clark.

## Lineup
- Michael Monroe - voce, sassofono, armonica (Hanoi Rocks)
- Steve Stevens - chitarra (Billy Idol)
- Sam Yaffa - basso (Hanoi Rocks)
- Greg Ellis - batteria (Shark Island)

### Collaboratori
- Ian McLagan - piano

## Discografia
- 1992 - Jerusalem Slim